# 饒村曜
饒村 曜（にょうむら よう、1951年〈昭和26年〉3月31日 - ）は、日本の気象予報士、文筆家。
台風の進路予報で使われる予報円の開発者として知られている。

## 略歴
新潟県新潟市生まれ。新潟県立新潟高等学校を経て、1973年、新潟大学理学部物理学科卒業。気象庁に入り、予報課予報官、企画課調査官を経て、1995年の阪神・淡路大震災のときは神戸海洋気象台予報課長。その後、気象庁統計室補佐官、企画課技術開発調整官、海洋気象情報室長、福井・和歌山・静岡地方気象台長などを経て東京航空地方気象台長で退官。
気象予報士で減災コンサルタント。電気通信大学、青山学院大学、静岡大学において非常勤講師を勤め、2018年からは、ウェザーマップの予報センターで実務作業にも携わっている。

## 著書

### 単著
- 『台風物語 記録の側面から』クライム気象図書出版部、1986年2月。ISBN 978-4907664183。 NCID BN02975175。全国書誌番号:21921727。
- 『続・台風物語 記録の側面から』日本気象協会、1993年3月。ISBN 978-4889010534。 NCID BN02975175。全国書誌番号:93031399。
- 『防災担当者の見た阪神・淡路大震災』日本気象協会、1996年1月。ISBN 978-4889010565。 NCID BN13992824。全国書誌番号:96057270。
- 『イラストでわかる天気のしくみ 気象現象の基礎知識と観測から天気予報の実際まで』新星出版社、1998年7月。 NCID BA36991895。全国書誌番号:99014279。
- 『図解 地震のことがわかる本 大地震は突然やってくるのか？』新星出版社、2000年8月。ISBN 978-4405081543。 NCID BA4815977X。全国書誌番号:20098421。
- 『気象のしくみ』日本実業出版社〈入門ビジュアルサイエンス〉、2000年9月。ISBN 978-4534031327。 NCID BA48566977。全国書誌番号:20120221。
- 『お天気用語事典』新星出版社、2002年5月。ISBN 978-4405081604。 NCID BA56850976。全国書誌番号:20274723。
- 『気象災害の予測と対策』オーム社、2002年8月。ISBN 978-4274024825。 NCID BA58501457。全国書誌番号:20317491。
- 『台風と闘った観測船』成山堂書店〈気象ブックス 013〉、2002年10月。ISBN 978-4425551217。 NCID BA58951114。全国書誌番号:20335374。
- 『ここが出る!! 気象予報士 完全合格教本』新星出版社、2005年6月。ISBN 978-4405031517。 NCID BA7755673X。全国書誌番号:20785411。
  - 『ここが出る!! 気象予報士 完全合格教本』（改訂版）新星出版社、2010年11月。ISBN 978-4405032040。 NCID BB05772191。全国書誌番号:21838689。
  - 『ここが出る!! 気象予報士 完全合格教本』（改訂3版）新星出版社、2014年1月。ISBN 978-4405032163。 NCID BB1490859X。全国書誌番号:22337281。
- 『この一冊で決める!! 気象予報士 過去問徹底攻略』新星出版社、2005年6月。ISBN 978-4405031524。 NCID BA74867314。全国書誌番号:20785389。
  - 『この一冊で決める!! 気象予報士 過去問徹底攻略』（改訂版）新星出版社、2010年11月。ISBN 978-4405032057。全国書誌番号:21838237。
  - 『この一冊で決める!! 気象予報士 過去問徹底攻略』（改訂版）新星出版社、2014年1月。ISBN 978-4405032170。 NCID BB15834874。全国書誌番号:22337283。
- 『海洋気象台と神戸コレクション 歴史を生き抜いた海洋観測資料』成山堂書店〈気象ブックス 031〉、2010年5月。ISBN 978-4425553013。 NCID BB02032417。全国書誌番号:21781411。
- 『静岡の地震と気象のうんちく』静岡新聞社〈静新新書 036〉、2010年6月。ISBN 978-4783803591。 NCID BB02494194。全国書誌番号:21851736。
- 『お天気ニュースの読み方・使い方』新田尚監修、オーム社、2012年2月。ISBN 978-4274211485。 NCID BB08640561。全国書誌番号:22059441。
- 『東日本大震災 日本を襲う地震と津波の真相』近代消防社〈近代消防ブックレット No.23〉、2012年4月。ISBN 978-4421008203。 NCID BB09138471。全国書誌番号:22050081。
- 『大人の算数・数学再学習 小中高12年』オーム社、2012年6月。ISBN 978-4274503917。 NCID BB09554432。全国書誌番号:22134054。
- 『大気現象と災害』近代消防社、2012年8月。ISBN 978-4421008326。 NCID BB10109131。全国書誌番号:22141017。
- 『最新図解 PM2.5と大気汚染がわかる本』オーム社、2013年11月。ISBN 978-4274504730。 NCID BB14242767。全国書誌番号:22329253。
- 『一生付き合う自然現象を本格解説 天気と気象100』オーム社、2014年8月。ISBN 978-4274505089。 NCID BB1641687X。全国書誌番号:22459051。
- 『最新図解 特別警報と自然災害がわかる本』オーム社、2015年6月。ISBN 978-4274505614。 NCID BB19008825。全国書誌番号:22610980。
- 『火山 噴火のしくみ・災害・身の守り方』成山堂書店、2015年12月。ISBN 978-4425513918。 NCID BB20306467。全国書誌番号:22663085。
- 『防災気象情報等で使われる100の用語』近代消防社、2024年9月。ISBN 978-4421009903。全国書誌番号:24044101。

### 編集
- 『雨と風の事典』クライム、2004年3月。ISBN 978-4907664480。 NCID BA66566491。全国書誌番号:20582764。

### 共編
- 酒井重典・鈴木和史・饒村曜 編『気象災害の事典 日本の四季と猛威・防災』朝倉書店、2015年8月。ISBN 978-4254161274。 NCID BB19396644。全国書誌番号:22641211。

### 監修
- 『地球・気象』猪郷久義・饒村曜監修、学習研究社〈ニューワイド学研の図鑑〉、2001年12月。ISBN 978-4055004220。 NCID BA54548095。全国書誌番号:20218636。
  - 『地球・気象』猪郷久義・饒村曜監修（増補改訂）、学習研究社〈ニューワイド学研の図鑑〉、2008年12月。ISBN 978-4052029974。 NCID BA90028747。全国書誌番号:21525895。
- 『こんなにためになる気象の話』饒村曜監修、ナツメ社〈らくらく入門塾〉、2003年7月。ISBN 978-4816334689。 NCID BA62880836。
- 『いちばん！の図鑑』今泉忠明・岡島秀治・饒村曜・真鍋真・湯浅浩史監修、学研教育出版〈ニューワイド学研の図鑑i〉、2010年12月。ISBN 978-4052035869。 NCID BB09643918。全国書誌番号:22095615。
- 『なぜ？の図鑑』阿部和厚・猪郷久義・今泉忠明・大場達之・岡島秀治・小宮輝之・竹内龍人・饒村曜・松原聰・真鍋真・吉川真監修、学研教育出版〈ニューワイド学研の図鑑i〉、2012年6月。ISBN 978-4052037726。 NCID BB13230922。全国書誌番号:22273426。
- 『いちばん！のクイズ図鑑』今泉忠明・岡島秀治・饒村曜・真鍋真・湯浅浩史監修、学研教育出版〈ニューワイド学研の図鑑i〉、2012年12月。ISBN 978-4052036453。全国書誌番号:22172288。
  - 『いちばん！のクイズ図鑑』今泉忠明・岡島秀治・饒村曜・真鍋真・湯浅浩史監修（改訂版）、学研プラス〈学研の図鑑LIVE〉、2019年4月。ISBN 978-4052049514。全国書誌番号:23207477。
- 『謎の図鑑』阿部和厚・猪郷久義・今泉忠明・大場達之・岡島秀治・小宮輝之・竹内龍人・饒村曜・松原聰・真鍋真・吉川真監修、学研教育出版〈ニューワイド学研の図鑑i〉、2013年7月。ISBN 978-4052037726。 NCID BB13230922。全国書誌番号:22273426。
- 『地球』猪郷久義・饒村曜監修、学研プラス〈学研の図鑑LIVE 12〉、2016年9月。ISBN 978-4052044274。 NCID BB22334157。全国書誌番号:22787624。
- 『地球・宇宙』吉川真・猪郷久義・饒村曜監修〈学研の図鑑LIVE POCKET 21〉、2021年7月。ISBN 978-4052052811。 NCID BC08553453。全国書誌番号:23564037。

## 論文
- 饒村曜 - CiNii論文

## 関連人物

### 気象予報士の資格を持つ新潟県出身の有名人
- 田辺令吉 - 新潟市生まれ、神奈川県相模原市育ちの元南日本放送アナウンサー、現フリーアナウンサー。
- 梶山修 - 元長崎文化放送アナウンサー、ジョイスタッフ所属のフリーアナウンサー。
- 清水秀一 - 西蒲原郡分水町（現在の燕市）出身のウェザーニューズ→北海道テレビ放送所属の気象予報士。
- 猪熊隆之 - 村上市生まれ、神奈川県平塚市育ちの気象予報士。
- 西宮七海 - 歌手、タレント。
- 木花牧雄 - 長岡市出身の日本放送協会アナウンサー。